# Roelof Wunderink
Roelof Wunderink, detto Rolf (Eindhoven, 12 dicembre 1948), è un ex pilota automobilistico olandese.

## Carriera

### Gli inizi
Wunderink  cominciò la propria carriera solamente a 21 anni, nel 1970. L'anno seguente debuttò nel campionato nazionale di Formula Ford 1600, che vinse nel 1972. Importante fu anche l'appoggio finanziario garantitogli dalla HB Bewaking Alarm Systems, una ditta che produceva sistemi di allarme e che gli permise di esordire in Formula 3 l'anno dopo. Nonostante la mancanza di risultati di rilievo il suo sponsor lo spinse a correre prima in Formula 5000, anche se con un telaio dell'anno precedente, nel 1974 e a debuttare nella massima serie automobilistica nel 1975. Nel 1974 fu anche protagonista di un grave incidente in cui riportò la rottura di uno zigomo e una forte commozione cerebrale.

### Formula 1
L'esordio in Formula 1 avvenne alla Race of Champions 1975 a bordo di una Ensign. Il team di Mo Nunn era infatti in difficoltà finanziarie e l'apporto della HB si rivelò fondamentale per l'approdo di Wunderink nella massima serie automobilistica. Alla sua prima gara, non valida per il mondiale, ottenne un decimo posto, suo miglior risultato di sempre. Il debutto in campionato avvenne nel Gran Premio di Spagna, in cui partì diciannovesimo, e si ritrovò nono durante la corsa prima che un problema alla trasmissione lo costringesse al ritiro. Dopo aver mancato la qualificazione a Monaco e in Gran Bretagna riuscì a prendere parte al Gran Premio d'Austria risultando non classificato. Fallita nuovamente la qualificazione in Italia, fu costretto al ritiro nell'ultima gara stagionale negli Stati Uniti. Terminato il 1975 Wunderink abbandonò il mondo dell'automobilismo.

## Risultati in Formula 1
| 1975 | Scuderia | Vettura |  |  |  |     |    |  |  |  |  |    |  |    |    |     |  | Punti | Pos. |
| ---- | -------- | ------- |  |  |  | --- | -- |  |  |  |  | -- |  | -- | -- | --- |  | ----- | ---- |
| 1975 | Ensign   | MN 174  |  |  |  | Rit | NQ |  |  |  |  | NQ |  | NC | NQ | Rit |  | 0     |      |

| Legenda | 1º posto     | 2º posto | 3º posto    | A punti         | Senza punti/Non class.  | Grassetto – Pole position Corsivo – Giro più veloce |
| Legenda | Squalificato | Ritirato | Non partito | Non qualificato | Solo prove/Terzo pilota | Grassetto – Pole position Corsivo – Giro più veloce |